# Транспорт Монако
Транспорт Монако представлений автомобільним , залізничним , повітряним , водним (морським) , у населених пунктах  діє громадський транспорт пасажирських перевезень. Площа країни дорівнює 2 км² (254-те місце у світі). Форма території країни — витягнута з південного заходу (ширша частина) на північний схід (вужча), напіванклав на французькому узбережжі Середземного моря; максимальна дистанція  — 3,4 км, у найширшому місці — 0,9 км, найвужчому — 0,3 км. Географічне положення Монако дозволяє країні контролювати морські транспортні шляхи між Італією та Францією.

## Автомобільний
Загальна довжина автошляхів у Монако, станом на 2010 рік, дорівнює 77 км із твердим покриттям (218-те місце у світі).

## Залізничний

Схема монакської залізничної підземки
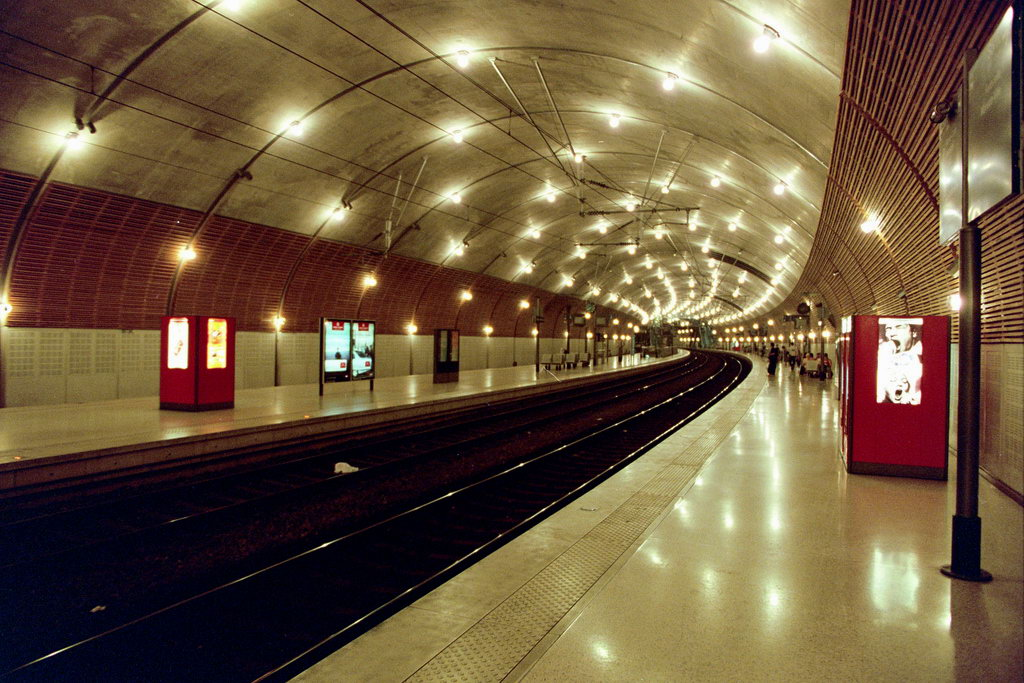
Залізнична станція Монако — Монте-Карло
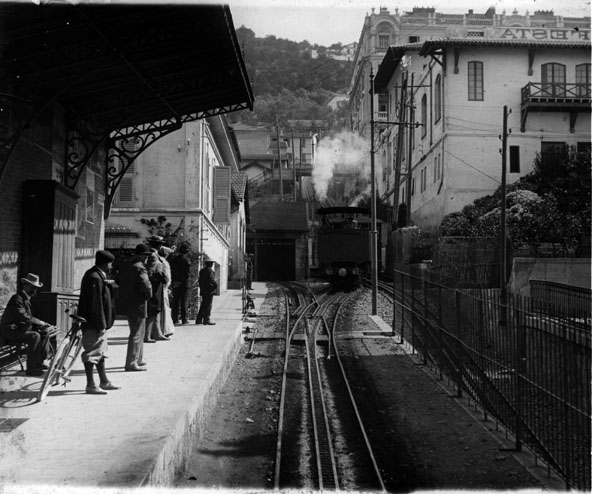
Станція Монте-Карло, 1905 рік

## Повітряний
У країні, станом на 2012 рік, споруджено і діє 1 гелікоптерний майданчик.

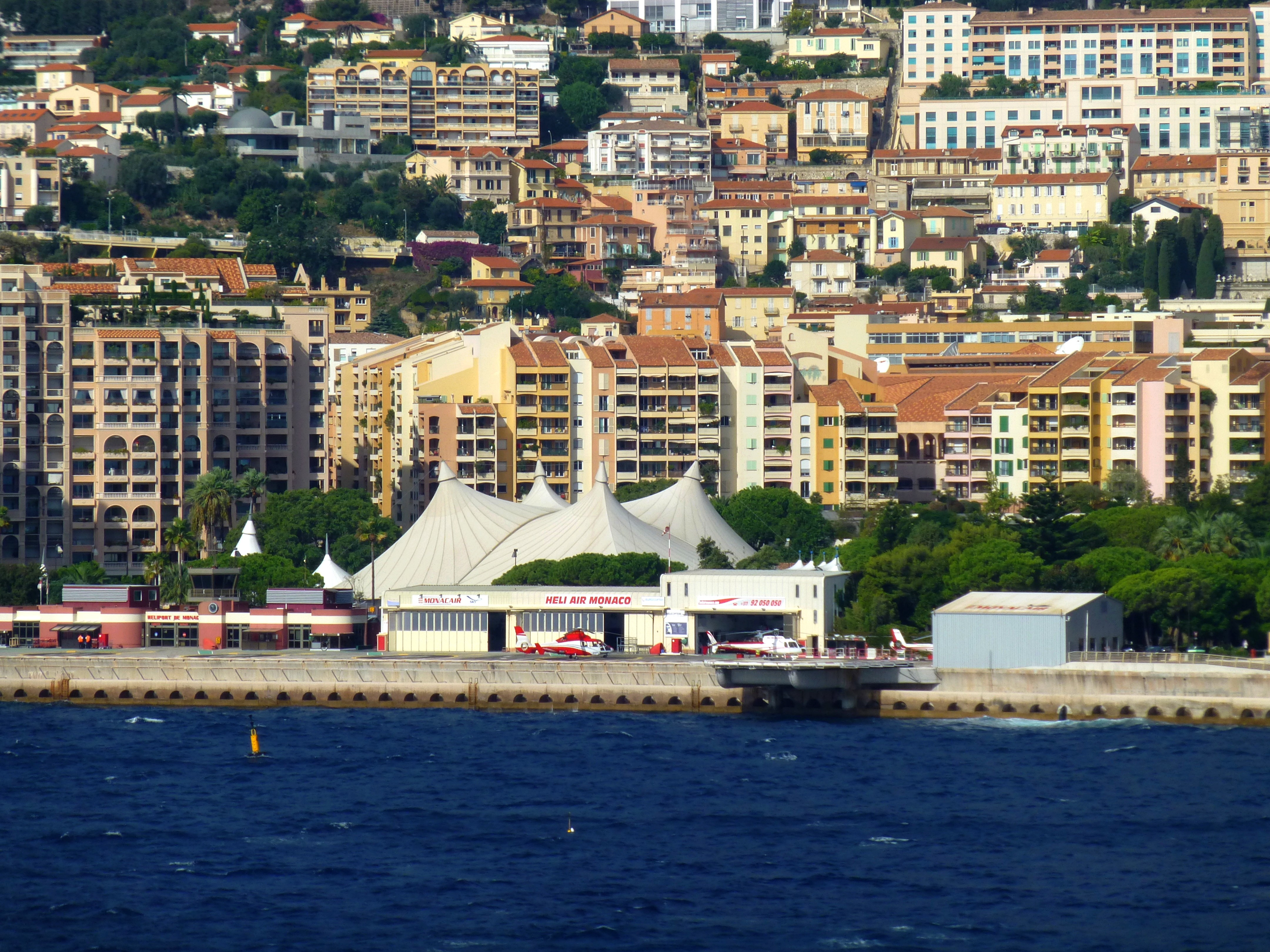
Геліпорт Монако
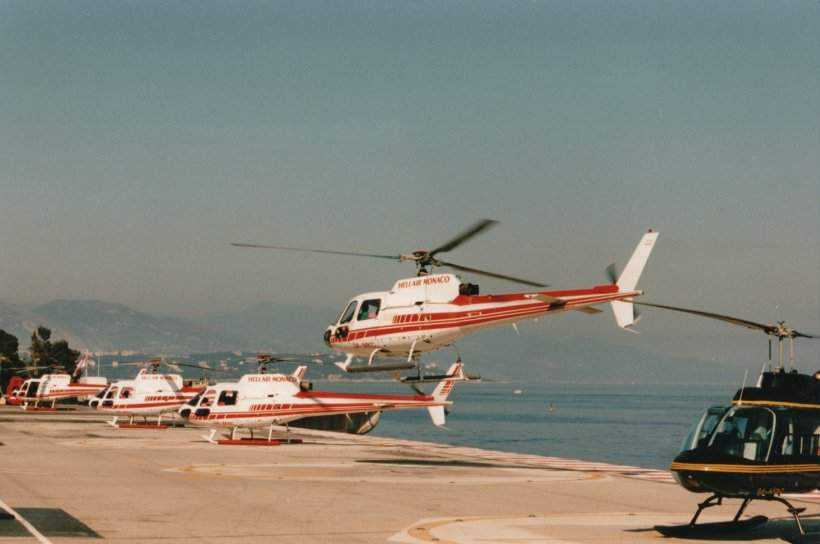
Гелікоптерний парк Монако

Монако є членом Міжнародної організації цивільної авіації (ICAO). Згідно зі статтею 20 Чиказької конвенції про міжнародну цивільну авіацію 1944 року, Міжнародна організація цивільної авіації для повітряних суден країни, станом на 2016 рік, закріпила реєстраційний префікс — 3A, заснований на радіопозивних, виділених Міжнародним союзом електрозв'язку (ITU). Аеропорти Монако мають літерний код ІКАО, що починається з — LN.

## Водний

### Морський
Головні морські порти країни: Фонтвіль і Геркулес.

Порт Фонтвіль
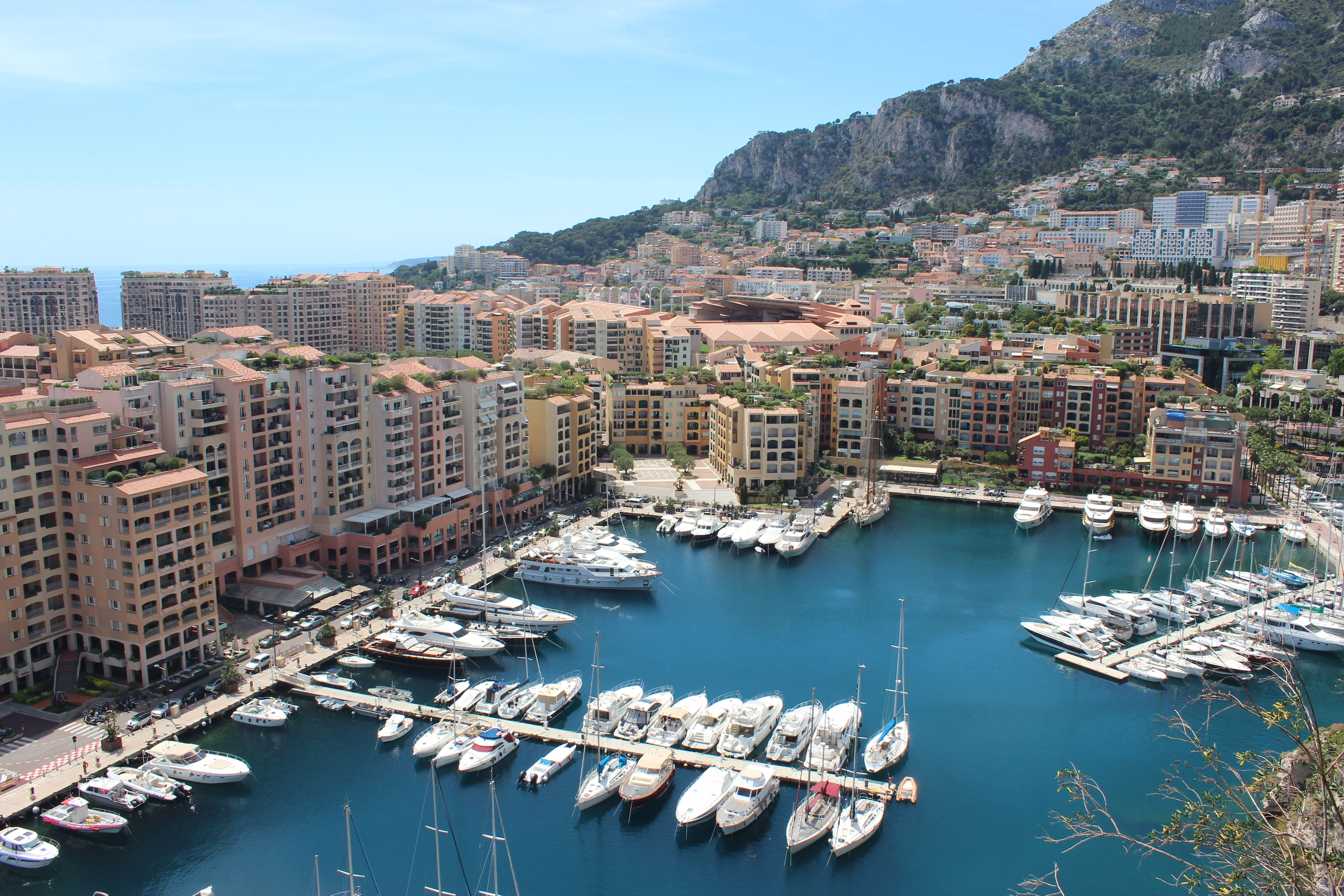
Марина Фонтвілю
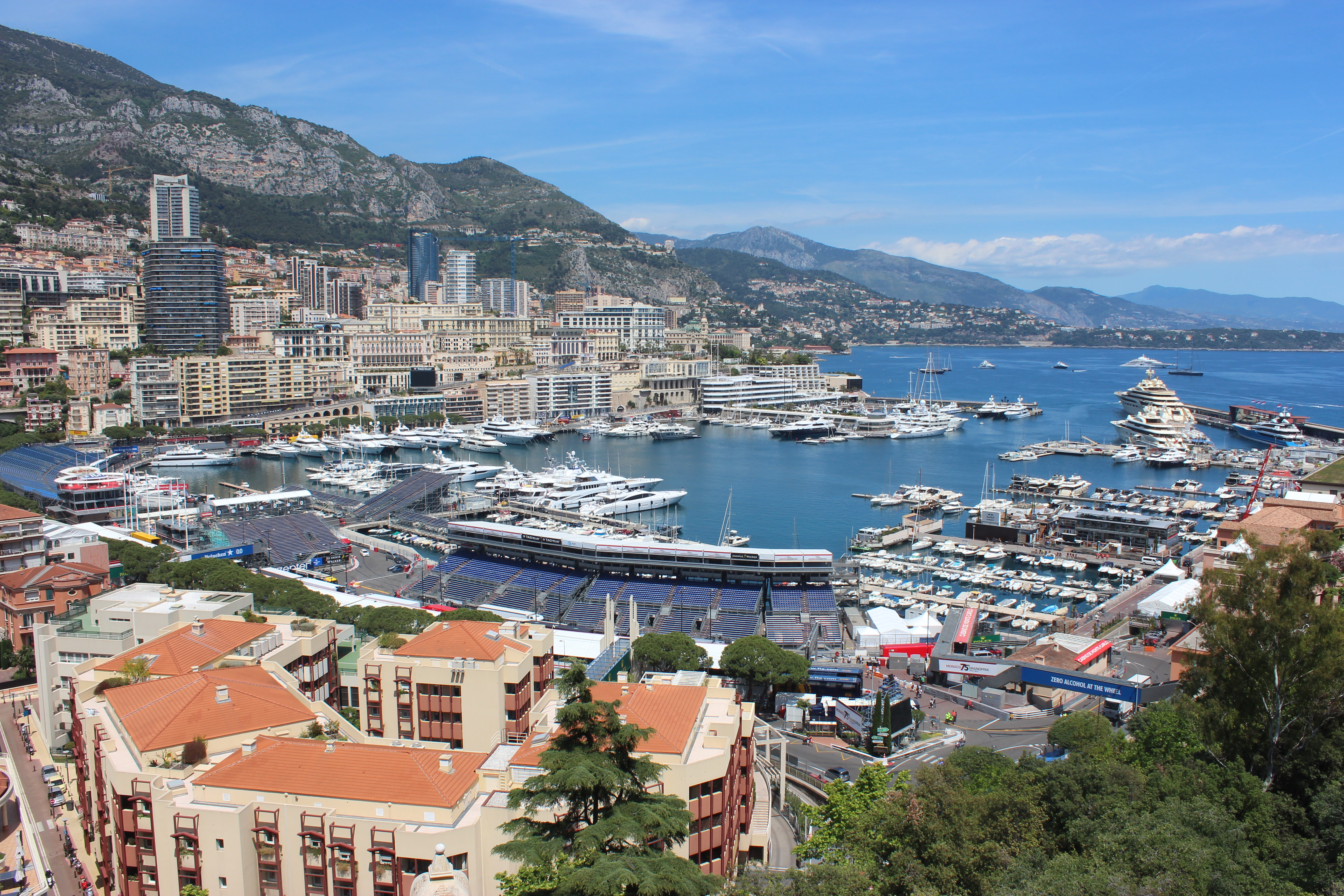
Порт Геркулес

Морський торговий флот країни, станом на 2010 рік, складався з 64 морських суден з тоннажем більшим за 1 тис. реєстрових тонн (GRT) кожне (63-тє місце у світі),.
Станом на 2010 рік, кількість морських торгових суден, що зареєстровані під прапорами інших країн — 64 (Багамських Островів — 8, Бермудських Островів — 2, Ліберії — 8, Мальти — 3, Маршаллових Островів — 30, Панами — 11, Сент-Вінсенту і Гренадин — 2).

## Міський громадський

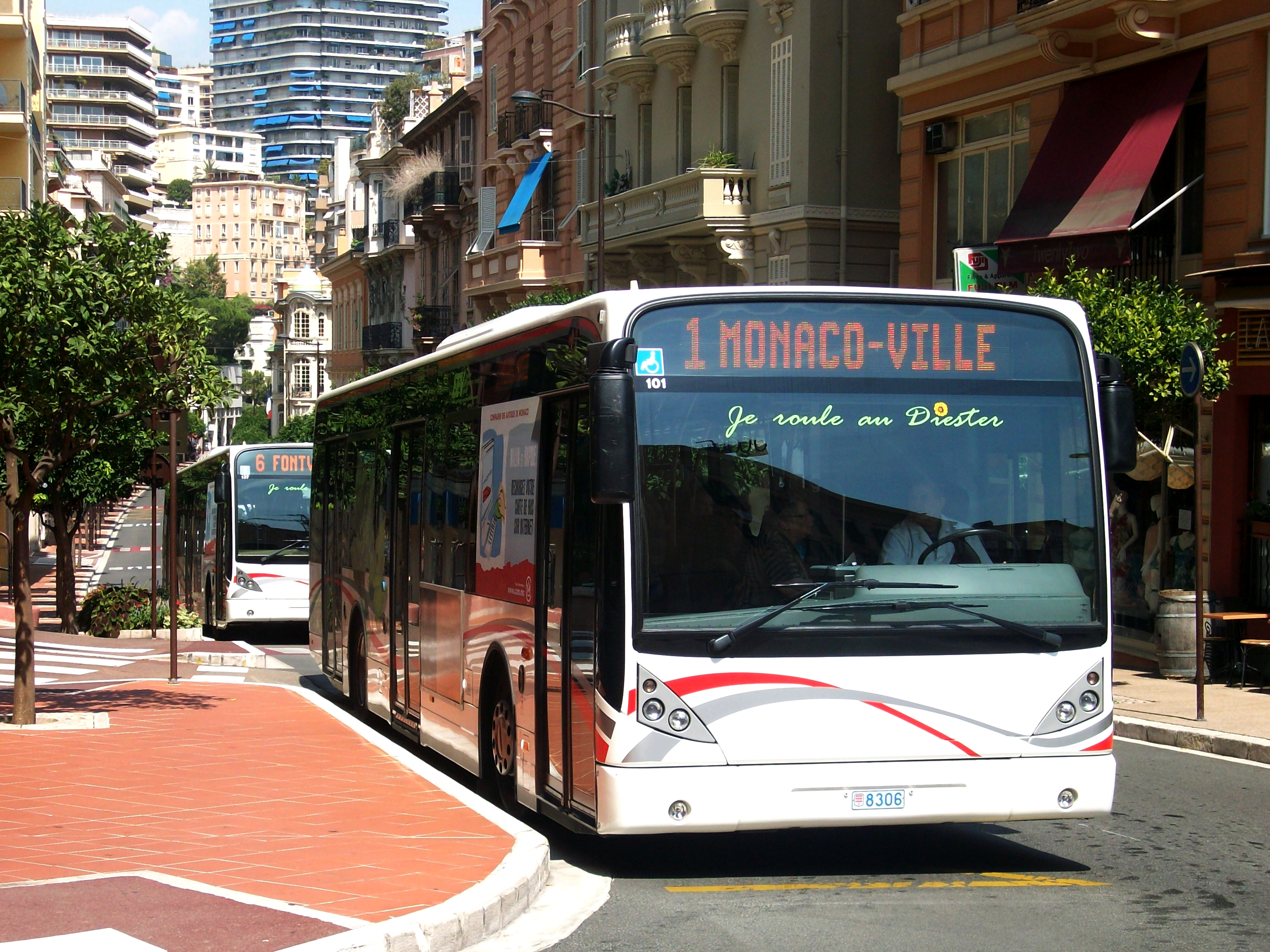
Автобус у Монако
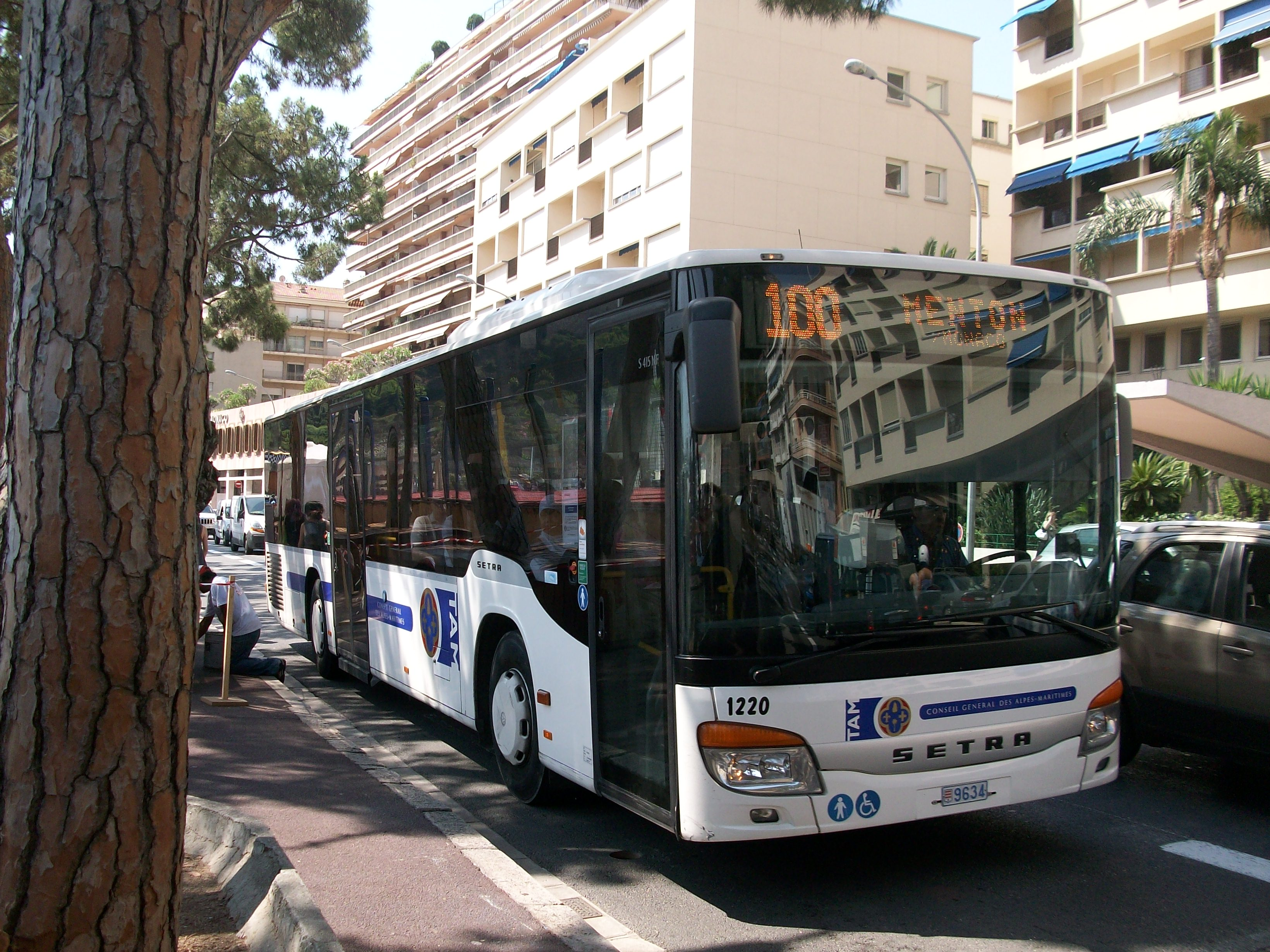
Автобус у Монако

## Державне управління
Держава здійснює управління транспортною інфраструктурою країни через Міністр житлово-комунального господарства, екології та міського розвитку. Станом на 26 травня 2011 року міністерство в уряді Мішеля Рожера очолював Марі-П'єр Грамалья.

### Українською
- Атлас. 10-11 клас. Економічна і соціальна географія світу / упорядники :  О. Я. Скуратович, Н. І. Чанцева. — К. : ДНВП «Картографія», 2010. — ISBN 978-966-475-639-3.
- Атлас світу / голов. ред. І. С. Руденко ; зав. ред. В. В. Радченко ; відп. ред. О. В. Вакуленко. — К. : ДНВП «Картографія», 2005. — 336 с. — ISBN 9666315467.
- Безуглий В. В. Економічна і соціальна географія зарубіжних країн : Навчальний посібник. — К. : ВЦ «Академія», 2007. — 704 с. — ISBN 978-966-580-239-6.
- Безуглий В. В., Козинець С. В. Регіональна економічна і соціальна географія світу : Навчальний посібник. — видання 2-ге, доп., перероб. — К. : ВЦ «Академія», 2007. — 688 с. — ISBN 966-580-144-9.
- Дахно І. І. Країни світу: Енциклопедичний довідник / І. І. Дахно, С. М. Тимофієв. — К. : Мапа, 2011. — 606 с. — (Бібліотека нового українця) — ISBN 978-966-8804-23-6.
- Дахно І. І. Економічна географія зарубіжних країн : навчальний посібник. — К. : Центр учбової літератури, 2014. — 319 с. — ISBN 978-611-01-0682-5.
- Дорошенко В. І. Географія транспорту : Навчальний посібник / В. І. Дорошенко, К. Д. Діденко. — К. : Київський нац. ун-т ім. Т. Шевченка, 2010. — 183 с. — ISBN 978-966-439-329-1.
- Дубович І. А. Країнознавчий словник-довідник. — 5-те вид., перероб. і доп. — К. : Знання, 2008. — 839 с. — ISBN 978-966-346-330-8.
- Економічна і соціальна географія країн світу : Навчальний посібник / За ред. С. П. Кузика. — Л. : Світ, 2002. — 672 с. — ISBN 966-603-178-7.
- Зарубіжна транспортна географія : навчальний посібник / уклад. : Петрашевський О. Л. и др. — К. : Національний транспортний університет, 2015. — 95 с. — ISBN 978-966-632-227-5.
- Юрківський В. М. Регіональна економічна і соціальна географія. Зарубіжні країни : Підручник. — К. : Либідь, 2001. — 416 с. — ISBN 966-06-0092-5.

### Англійською
- (англ.) Modern Transport Geography / Hoyle, B. and R. Knowles (eds). — Second Edition,. — London : Wiley, 1998.
- (англ.) Rodrigue, J-P. The Geography of Transport Systems. — Fourth Edition. — N. Y. : Routledge, 2017. — 440 с. — ISBN 978-1138669574.
- (англ.) Taaffe E. J., Gauthier H. L. and O'Kelly M. E. Geography of transportation. — Second Edition. — N. Y. : Prentice Hall, 1996. — ISBN 0-13-368572-1.
- (англ.) Black, W. Transportation: A Geographical Analysis. — N. Y. : Guilford, 2003.

### Російською
- (рос.) Максаковский В. П. Географическая картина мира. Книга I: Общая характеристика мира. — М. : Дрофа, 2008. — 495 с. — ISBN 978-5-358-05275-8.
- (рос.) Максаковский В. П. Географическая картина мира. Книга II: Региональная характеристика мира. — М. : Дрофа, 2009. — 480 с. — ISBN 978-5-358-06280-1.
- (рос.) Физико-географический атлас мира. — М. : Академия наук СССР и главное управление геодезии и картографии ГГК СССР, 1964. — 298 с.
- (рос.) Шаповал Н. С. Транспортная география и транспортные системы мира : учебное пособие. — К. : Центр учбової літератури, 2006. — 188 с. — ISBN 000-0000-00-4.
- (рос.) Экономическая, социальная и политическая география мира. Регионы и страны / под ред. С. Б. Лаврова, Н. В. Каледина. — М. : Гардарики, 2002. — 928 с. — ISBN 5-8297-0039-5.
- (рос.) Энциклопедия стран мира / глав. ред. Н. А. Симония. — М. : НПО «Экономика» РАН, отделение общественных наук, 2004. — 1319 с. — ISBN 5-282-02318-0.